# Albert Rafetraniaina
Albert Tokinirina Rafetraniaina (Ambohitrony, 9 de setembro de 1996) é um futebolista profissional malgaxe que atua como defensor.

## Carreira
Albert Rafetraniaina começou a carreira no Nice.